# Jurij Martyniuk
Jurij Anatolijowycz Martyniuk, ukr. Юрій Анатолійович Мартинюк (ur. 9 października 1974 w Charkowie, Ukraińska SRR) – ukraiński piłkarz, grający na pozycji obrońcy lub napastnika, trener piłkarski.

## Kariera piłkarska

### Kariera klubowa
Latem 1994 rozpoczął karierę piłkarską w zespole amatorskim WłaSKo Charków. Następnego lata wyjechał do Mołdawii, gdzie bronił barw Constructorulu Kiszyniów. W 1997 powrócił do Ukrainy i potem grał w zespole Enerhetyk Komsomolśke. Latem 1999 został zaproszony do Arsenału Charków. Podczas przerwy zimowej sezonu 2001/02 przeszedł do Stali Dnieprodzierżyńsk. Na początku 2005 przeniósł się do klubu Hazowyk-ChHW Charków. W 2006 zasilił skład Łokomotywu Dworiczna, w którym zakończył karierę piłkarza. Po przerwie związanej z pracą trenerską, latem 2008 wyjechał do Kazachstanu, gdzie został piłkarzem klubu Energetik-2 Ekibastuz.

## Kariera trenerska
Po zakończeniu kariery piłkarskiej rozpoczął karierę szkoleniowca. Najpierw pracował w Akademii Metalist Charków. We wrześniu 2007 dołączył do sztabu szkoleniowego Stali Dnieprodzierżyńsk, a 5 maja 2008 został mianowany na stanowisko głównego trenera klubu, którym kierował do 22 czerwca 2008. Potem powrócił do pracy w Akademii Metalist Charków.